# 東華三院芷若園
東華三院芷若園是東華三院轄下的社會服務機構，負責處理家庭暴力事件及為家庭暴力受害人提供輔導。亦會為長者及其他容易受虐待的家庭成員提供預防家庭暴力教育，鼓勵長者向執法機關告發年輕家庭成員的虐待行為，東華三院芷若園亦會協助受虐長者提供義務法律援助，向施虐的年輕家庭成員追討賠償及協助受虐長者向警方錄取口供。

## 服務對象
東華三院芷若園在網站標榜只要受家庭暴力或其他家庭危機影響，不論年齡、性別及種族皆可求助。不過，東華三院芷若園目前關注處理婦女及長者受虐問題。東華三院芷若園會提供庇護及避靜服務，但受惠對象僅限已婚婦女或年滿65歲長者。

### 為長者提供的援助計劃
- 寄宿服務
- 義務法律援助